# Fixsenia herzi
Fixsenia herzi är en fjärilsart som beskrevs av Johann Heinrich Fixsen 1887. Fixsenia herzi ingår i släktet Fixsenia och familjen juvelvingar. Inga underarter finns listade i Catalogue of Life.